# Mitrydates (imię)
Mitrydates – męskie imię pochodzenia perskiego.
Władcy noszący imię Mitrydates w starożytności:
- Mitrydates – król Armenii w latach 35-37 n.e.

Królowie Partii:
- Mitrydates I – król Partii w latach 171-138 p.n.e.
- Mitrydates II Arsacyda – król Partii w latach 123-88 p.n.e.
- Mitrydates III – król Partii w latach 58-54 p.n.e.
- Mitrydates IV – król Partii w latach 129-140 n.e.

Królowie Pontu z dynastii Mitrydatydów:
- Mitrydates I Ktistes 302-266 p.n.e.
- Mitrydates II 256-220 p.n.e.
- Mitrydates III 220-185 p.n.e.
- Mitrydates IV Filopator Filadelfos 159-150 p.n.e.
- Mitrydates V Euergetes 150-120 p.n.e.
- Mitrydates VI Eupator 120-63 p.n.e. (od 63 p.n.e. Pont prowincją rzymską)

Dostojnicy:
- Mitrydates – perski dygnitarz, zięć Dariusza III.